# Маріо Єльпо
Маріо Єльпо (італ. Mario Ielpo, нар. 8 червня 1963, Рим) — італійський футболіст, що грав на позиції воротаря за низку італійських клубних команд, зокрема за «Кальярі», а також за «Мілан», у складі якого — переможець низки національних і міжнародних турнірів.

## Ігрова кар'єра
Народився 8 червня 1963 року в Римі. Вихованець юнацьких команд місцевого «Лаціо». З 1981 року потрапляв до заявки його головної команди, утім у дорослому футболі дебютував лише у сезоні 1984/85, який він проводив в оренді у команді четвертого італійського дивізіону «Сієна». Повернувшись з оренди до «Лаціо», почав залучатися до ігор римської команди, взявши участь протягом 1985–1987 років у 20 матчах першості Італії.
1987 року став основним воротарем третьолігового на той час «Кальярі». Допоміг головній команді Сардинії здобути підвищення у класі спочатку до Серії B, а 1990 року і до Серії A. Лишався основним голкіпером команди і на рівні елітного дивізіону, зацікавивши своєю упевненою грою представників провідних італійських клубів.
Влітку 1993 року уклав контракт з лідером тогочасного італійського футболу «Міланом», у складі якого провів наступні три роки своєї кар'єри гравця, не зумівши однак нав'язати справжню конкуренцію Себастьяно Россі, тогочасному «першому номеру» міланської команди. Тож усі свої трофеї — два титули чемпіона Італії, два Суперкубки Італії,  а також перемоги у Лізі чемпіонів УЄФА і Суперкубку УЄФА Маріо Єльпо здобув у статусі резервного голкіпера «россонері».
Завершував ігрову кар'єру у «Дженоа», основним воротарем якого був протягом 1996—1998 років.

## Титули і досягнення
- Чемпіон Італії (2):

«Мілан»: 1993-1994, 1995-1996
- Володар Суперкубка Італії з футболу (2):

«Мілан»: 1993, 1994
- Переможець Ліги чемпіонів УЄФА (1):

«Мілан»: 1993-1994
- Володар Суперкубка УЄФА (1):

«Мілан»: 1994